# Muzika i ti
"Musika i ti" (tradução portuguesa: "Música e Tu") foi a canção que representou a antiga Jugoslávia no Festival Eurovisão da Canção 1972, interpretada em servo-croata por Tereza Kesovija. Foi a 13.ª canção a ser cantada na noite do festival (a seguir à canção italiana "I giorni dell'arcobaleno" e antes da canção sueca "Härliga sommardag", interpretada pela banda Family Four). A canção jugoslava terminou em nono lugar (entre 18 países concorrentes), tendo recebido um total de 87 pontos.

## Autores
- Letra: Ivan Krajač
- Música e orquestração: Nikica Kalogjera

## Letra
A canção é uma balada de amor, com Kesovija cantando que foi a música e o seu amante que a fizeram encontrar a sua felicidade. Toda a sua felicidade deve-se a essas duas coisas.